# Stavangergade
Stavangergade  er en gade mellem Kristianiagade og Østbanegade i Indre By, København.
Gaden er opkaldt efter den norske by Stavanger. Den ligger i et kvarter, hvor gaderne er navngivet efter norske byer, og strækker sig mellem Kristianiagade og Østbanegade.